# Robert J. Serling
Robert Jerome Serling (né le 28 mars 1918 à Cortland et mort le 6 mai 2010 à Tucson) est un journaliste et écrivain américain.

## Biographie
Diplômé d'Antioch College, il devient en 1960 rédacteur en chef pour l'United Press International (UPI) sur les sujets liés à l'aviation.
Il écrit au moins huit romans et seize livres de non-fiction. Son roman The President's Plane Is Missing (1967) est adapté pour la télévision en 1973.
Il est le frère aîné de Rod Serling, scénariste et créateur de la série télévisée La Quatrième Dimension. 